# Palaiargia carnifex
Palaiargia carnifex är en trollsländeart. Palaiargia carnifex ingår i släktet Palaiargia och familjen dammflicksländor.

## Underarter
Arten delas in i följande underarter:
- P. c. carnifex
- P. c. praeclara